# Eyalato de Rum
El eyalato de Rum (en turco otomano: ایالت روم‎; Eyālet-i Rūm; nombre originalmente árabe para el Imperio Romano de Oriente), más tarde nombrado como el eyalato de Sivas (en turco otomano: ایالت سیواس‎; Eyālet-i Sīvās), fue un eyalato otomano en el norte de Anatolia, fundado después de la conquista del área por Bayezid I en la década de 1390. La capital era la ciudad de Amasya, que luego se trasladó a Tokat y más tarde a Sivas.[cita requerida] Su área reportada en el siglo XIX era de 28 912 millas cuadradas (74 882,1 km²).

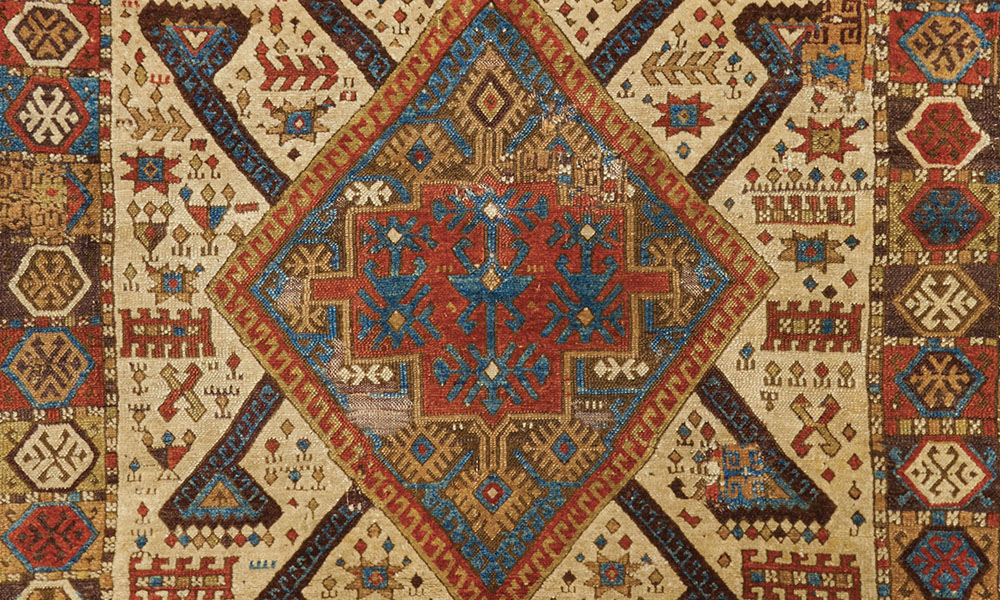
Alfombra de Anatolia Oriental (detalle), de la región de Şarkişla-Sivas. Hecho c. 1800.

Rum era la antigua denominación turca selyúcida para Anatolia, refiriéndose al Imperio Romano de Oriente y en textos europeos tan tardíos como el siglo XIX, la palabra Rum (o Roum) se usaba para denotar toda Anatolia central, no solo el área más pequeña que comprende la provincia otomana (véase Sultanato de Rum).[cita requerida]

## Historia
En el siglo XIV se establecieron varias ciudades autónomas (Amasya, Tokat, Sivas), a pesar del continuo dominio selyúcida-mongol en Asia Menor central.
Cuando el gobernante ilkanida Abu Saíd murió en 1335, la administración de Asia Menor fue confiada a su anterior gobernador Eretna Bey, un uigur. Eretna Bey finalmente declaró su independencia, buscando la protección de los mamelucos, que eran rivales de los ilkanidas. Capturó el área alrededor de Sivas-Kayseri, y finalmente estableció un emirato de Eretna, que se hizo más fuerte durante el gobierno de su hijo, Mehmed Bey. 
En 1381, Kadı Burhaneddin a kadı en Kayseri, quien también fue nombrado visir para representar al emirato de Eretna en esa ciudad, reemplazó al Eretnid como gobernante de Sivas y también capturó Amasya y Tokat. Su principado logró resistir la interferencia en Anatolia central tanto de Ak Koyunlu como de los otomanos hasta que colapsó con su muerte en 1398. 

## Divisiones administrativas
El eyalato de Sivas consistió en siete sanjacados entre 1700 y 1740: 
1. Sanjacado de Sivas (Paşa Sancağı, Sivas)
2. Sanjacado de Amasya (Amasya)
3. Sanjacado de Janik (Canik Sancağı, Samsun)
4. Sanjacado de Diwriji (Divriği Sancağı, Divriği)
5. Sanjacado de Arabgir (Arabgir Sancağı, Arapgir)
6. Sanjacado de Chorum (Çorum Sancağı, Çorum)
7. Sanjacado de Bozok (Bozok Sancağı, Yozgat)